# Richard Boorberg Verlag
Der Richard Boorberg Verlag ist ein Fachverlag für rechtswissenschaftliche Fachliteratur.

## Allgemeines
Der Richard Boorberg Verlag publiziert juristische Fachinhalte in Print und Digital. Der Verlag wurde 1927 von Richard Boorberg als Selbstverlag gegründet.
Juristische Lektoren in Stuttgart und München verantworten die Publikationen, so dass jährlich Neuerscheinungen auf den Markt kommen. Dafür arbeiten Mitarbeiterinnen und Mitarbeiter in Lektorat, Herstellung, Marketing und Vertrieb, Kundenservice, Buchhaltung, IT und Logistikzentrum.
Neben dem Stammhaus in Stuttgart ist München zweiter Verlagsstandort, der regionale Nähe zu den Zielgruppen ermöglicht.
Die Fachgebiete sind Öffentliches Recht, Sozialrecht und Steuerrecht. Der Verlag bietet ein umfassendes Sortiment an Fachliteratur für Polizei, Feuerwehr und Sicherheitswirtschaft. Hinzu kommen Themenschwerpunkte in Wissenschaft und Ausbildung, im Anwaltsrecht, Baurecht sowie im Dienst- und Tarifrecht. Angeboten werden Vorschriftensammlungen, Entscheidungssammlungen, Kommentare, Handbücher, Leitfäden und Fachzeitschriften, außerdem Formularvordrucke sowie Offline- und Onlineprodukte. Bei Boorberg erscheinen außerdem die Titel aus der edition text + kritik.
Die erweiterte Geschäftsleitung
- Berndt Oesterhelt – geschäftsführender Gesellschafter
- Markus Ott – geschäftsführender Gesellschafter
- Jan Haaf – Kaufmännische Leitung
- Clemens Heucke – Leitung Haus München
- Marcus Preu – Leitung Lektorat und Zeitschriftenredaktion
- Axel Klimek – Leitung Marketing & Vertrieb

## Zeitschriften
Verwaltung/Verwaltungsrecht
- Ausbildung - Prüfung - Fachpraxis (apf), Zeitschrift für die staatliche und kommunale Verwaltung
- Bayerische Verwaltungsblätter
- Verwaltungsblätter Baden-Württemberg
- Niedersächsische Verwaltungsblätter
- Sächsische Verwaltungsblätter
- Thüringer Verwaltungsblätter
- Fundstelle
- BDVR-Rundschreiben
- Gemeindekasse
- Gemeindeverwaltung Rheinland-Pfalz
- Kommunalverwaltung
- Revisionspraxis

Sozialrecht
- Behinderung und Recht
- Zeitschrift für das Fürsorgewesen
- Breithaupt – Sammlung von Entscheidungen im Sozialrecht

Polizei
- Deutsches Polizeiblatt – Fachzeitschrift für die Aus- und Fortbildung in Bund und Ländern
- NPA – Neues Polizeiarchiv

Justiz
- BDVR – Rundschreiben-Zeitschrift für die Verwaltungsgerichtsbarkeit

Steuer
- Aktuelles Steuerrecht

## Gesetzessammlungen (Loseblattsammlungen)
Für den Öffentlichen Dienst (Allgemeine Verwaltung) wird unter anderem die Vorschriftensammlung für die Verwaltung (VSV) mit länderbezogenen Ausgaben sowie die Vorschriftensammlung für die Polizeiausbildung in Bayern (VSPA) verlegt.

## Autoren (Auswahl)
Zu den Autoren des Verlags gehör(t)en unter anderem
- Dieter Anders
- Elke Berninger-Schäfer
- Wolfgang Brehm
- Günter Burmeister
- Guido Förster
- Kathi Gassner
- Rainer Grieger
- Stephan Harbort
- Horst Hilpert
- Valentin Jost
- Franz-Ludwig Knemeyer
- Rudolf Köppler
- Gernot Korthals
- Karin Metzler-Müller
- Wilhelm Mößle
- Frank Neubacher
- Klaus Notheis
- Markus Parzeller
- Bernhard Pfister
- Günter Rosenkötter
- Erwin Lorenz Sailer
- Jörg H. Trauboth
- Wolf-Dietrich Walker
- Paul Witt
- Hermann Wunsch